# Thalwenden

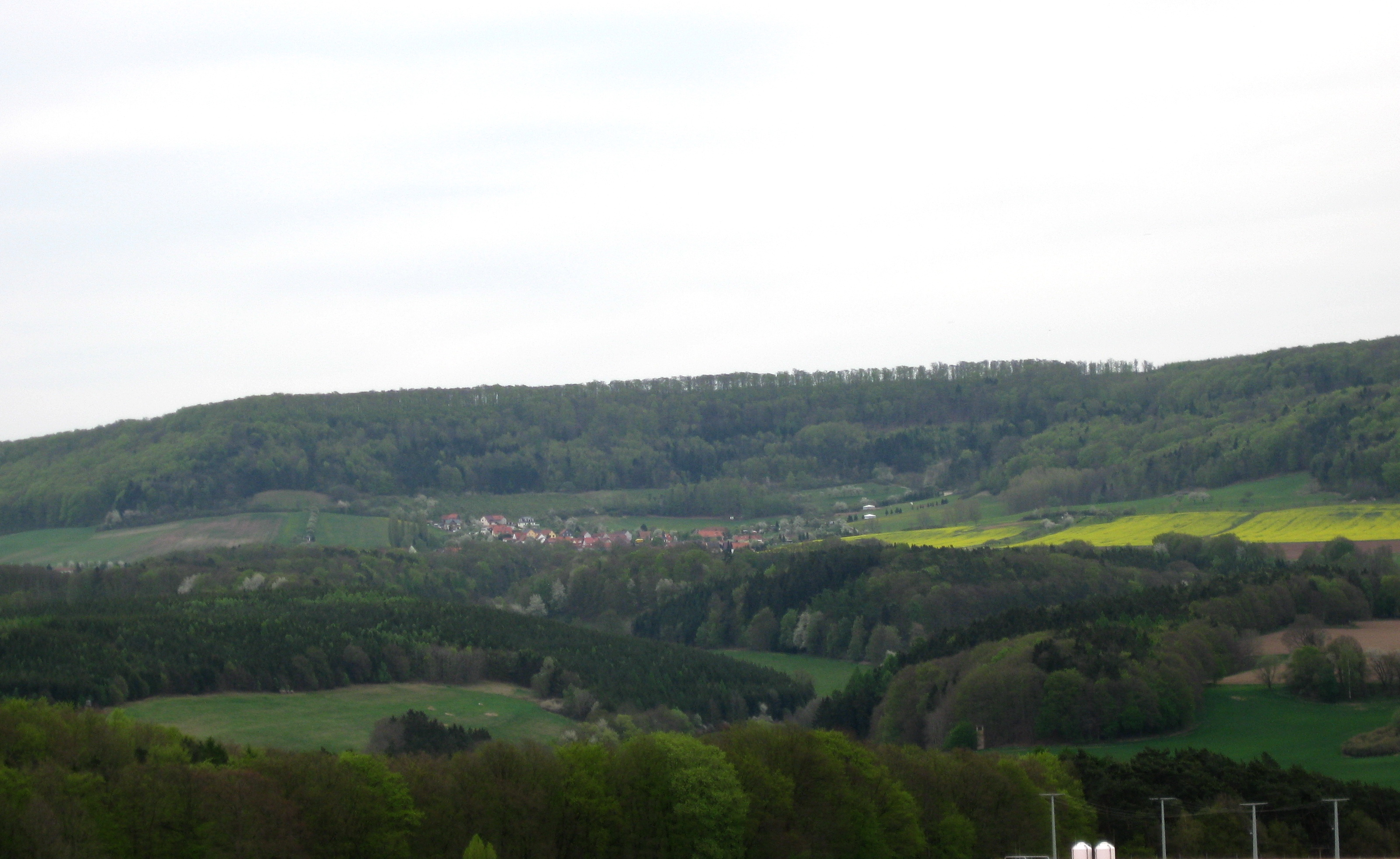
Thalwenden am Fuße des Höheberges

Thalwenden ist ein Ortsteil der Landgemeinde Uder im thüringischen Landkreis Eichsfeld.

## Geografische Lage
Thalwenden liegt westlich des Ortes Uder an der Kreisstraße 110 im kupierten Gelände des Eichsfeldes.

## Geschichte
Der Ort wird 1055 als Dalewinthun erstmals urkundlich erwähnt. Nordwestlich von Thalwenden liegt auf einem Bergsporn die Burgstelle Winzenburg, ein mittelalterlicher Herrensitz. Im Gelände sind Reste der Befestigung noch erkennbar.
Die heutige Schreibweise des Ortes ist seit Anfang des 14. Jahrhunderts geläufig. Der Name bezeichnet eine Ansiedlung der Wenden im Tal. Das Dorf war bis 1802 im Besitz des Erzstifts Kurmainz. 1802 bis 1807 wurde der Ort preußisch und kam dann zum Königreich Westphalen. 1815 bis 1945 war er Teil der preußischen Provinz Sachsen. 1945 bis 1949 war der Ort Teil der sowjetischen Besatzungszone und ab 1949 Teil der DDR. Von 1961 bis zur friedlichen Revolution und Wiedervereinigung 1989/1990 wurde Thalwenden von der Sperrung der nahen innerdeutschen Grenze beeinträchtigt.
1982 starb der in Thalwenden wohnhafte Arbeiter Heinz-Josef Große bei einem Fluchtversuch an der innerdeutschen Grenze bei Schifflersgrund, wo er von DDR-Grenzsoldaten erschossen wurde.
Seit 1990 gehört der Ort zum wieder gegründeten Land Thüringen, zu dem es ab 1945 bereits einige Jahre gehört hatte. Seit dem 1. Februar 1992 gehörte die Gemeinde Thalwenden der Verwaltungsgemeinschaft Uder an. Mit Auflösung dieser am 1. Januar 2024 wurde Thalwenden ein Ortsteil der neugebildeten Landgemeinde Uder.
1998 wurde das Gebäude der ehemaligen Schule in ein Dorfgemeinschaftshaus umgewandelt. Im Sommer 2008 erfolgte dann eine umfassende Sanierung der Thalwender Sportanlage des FSV Thalwenden sowie eine aufwendige Erneuerung des Jugendclubs.

### Wappen
Blasonierung: „Gespalten von Silber und Grün;  vorn ein von einer Hand gehaltenes, fallendes rotes Tuch, das von einem  mit einer anderen Hand schräglinks gehaltenen goldenen Schwert zerteilt  wird, hinten einen silbern bekleideten, sich mit einem goldenen Stab in  der Linken stützenden, schreitenden Mann mit Schirmmütze, auf dem Rücken  ein goldenes Tragegestell (Reff) mit vier übereinandergestellten  silbernen rechteckigen Behältern.“

### Einwohnerentwicklung
Entwicklung der Einwohnerzahl (31. Dezember):
| - 1994: 347 - 1995: 350 - 1996: 358 - 1997: 368 - 1998: 364 - 1999: 377 | - 2000: 388 - 2001: 386 - 2002: 382 - 2003: 381 - 2004: 374 - 2005: 372 | - 2006: 365 - 2007: 376 - 2008: 367 - 2009: 382 - 2010: 383 - 2011: 394 | - 2012: 390 - 2013: 389 - 2014: 371 - 2015: 364 - 2016: 357 - 2017: 357 | - 2018: 356 - 2019: 344 - 2020: 342 - 2021: 336 - 2022: 342 |

Datenquelle: Thüringer Landesamt für Statistik

## Politik

### Ehemaliger Gemeinderat
Der ehemalige Gemeinderat von Thalwenden setzte sich aus sechs Gemeinderatsmitgliedern zusammen.
- Freie Wähler: 6 Sitze

(Stand: Kommunalwahl    am 25. Mai 2014)

### Ehemaliger Bürgermeister
Der ehrenamtliche Bürgermeister Rainer Wehr (FWG Thalwenden) wurde am 5. Juni 2016 wiedergewählt.

## Wirtschaft und Infrastruktur

### Wasser und Abwasser
Die Trinkwasserver- und Abwasserentsorgung wurde auf den Zweckverband Wasserversorgung und Abwasserentsorgung Obereichsfeld übertragen.

## Sehenswürdigkeiten
- Kirche des Heiligen Martin
- Mariengrotte
- Bildstöcke

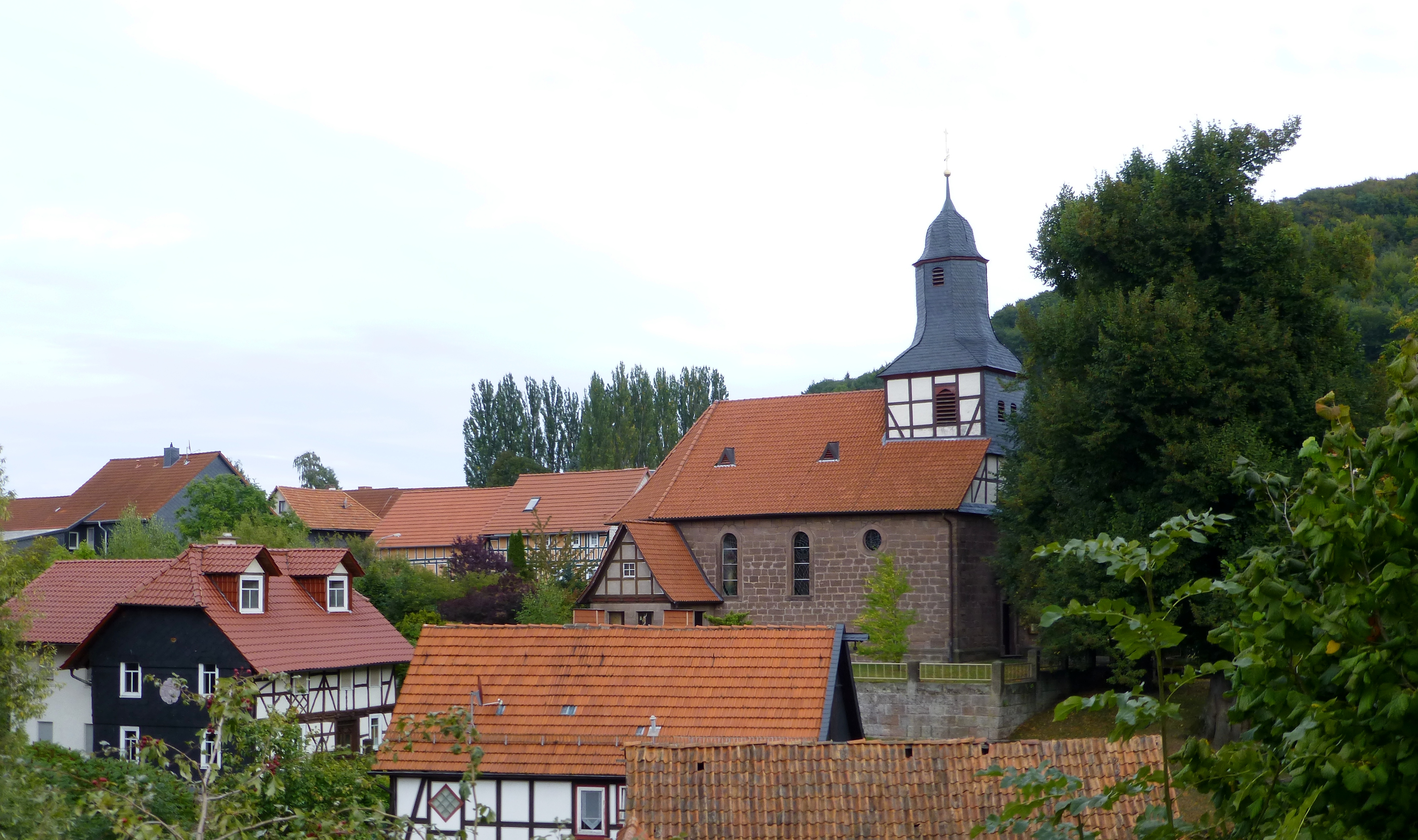
Dorfzentrum mit Martinskirche

- Thalwender Iberg-Kreuz mit Schutzhütte

## Vereine
- Sportverein FSV Thalwenden 1921 e. V.
- Männerkirmesverein Thalwenden 1962 e. V.
- Freiwillige Feuerwehr Thalwenden
- Frauenverein Power Women

## Persönlichkeiten
- Maria Vater, geborene Pudenz (1924–2020), Politikerin, Mitglied des Hessischen Landtags
- Heinz-Josef Große (1947–1982), Todesopfer an der innerdeutschen Grenze
- Josef Pilvousek (* 1948), Theologe